# Gesta Romanorum
A Gesta Romanorum (a. m. A rómaiak viselt dolgai) középkori novellagyűjtemény. Eredetileg a XIII. században megjelenő új szerzetesrendek (ferencesek, domonkosok) prédikációiban szereplő és a laikus hívők erkölcseinek nemesítésére szolgáló történeteket tartalmazott – ennek megfelelően majd mindegyik novellában megtalálható valamilyen bibliai tanítás példázata. A gyűjtemény tartalma emiatt állandóan változott: egyes történeteket az éppen aktuális prédikációk igényeinek megfelelően átdolgoztak, új történeteket eszeltek ki, régieket elhagytak. Idővel az erkölcsi mondanivaló is háttérbe szorult, emiatt a Gesta Romanorumba tartozó novellák a középkori világi irodalom népszerű alkotásaivá kezdtek válni, melyek megtermékenyítően hatottak a későbbi századok írói, költői számára.

## A mű története
A novellás-gyűjtemény először egy 1342-is innsbrucki kéziratban bukkan föl – ezt a változatot 1890-ben adta ki Willhelm Dick. A mű elterjedtségét és sikerét jelzi, hogy több, mint száz kéziratban maradt fenn. 1472-ben adják ki először latin nyelven nyomtatásban, de időközben már a nemzeti nyelvekre is átültették: 1414-ben németül, 1420-ban angolul és 1444-ben csehül is olvasható volt. A latin kiadást 1872-ben Hermann Oesterley adta ki újra. A reformáció is szívesen felhasználta a moralizáló tendenciájú történeteket, de van rá példa, hogy ekkor már sokszor el is hagyják a példázatokat, és csak a történet él tovább. Rotterdami Erasmus kigúnyolja a szerinte otromba latinsággal írt bárdolatlan történeteket, ez azonban nem akasztotta meg sikerét.
Magyarországon 1403–1424 között Gyulafehérvárott tudunk a Gesta létezéséről. A mű egy példányát a Mátyás könyvtárából való Sztárai-kódex meg is őrizte, de Mátyás korából megvolt Pozsonyban és Győrben is. Egy 1475-ben kelt soproni végrendelet is rendelkezik az örökhagyó tulajdonában lévő Gestáról. A mű első magyar fordítója Haller János, Torda megye főispánja, aki 1681–1682-es tordai fogsága idején fordította le magyarra a művet, melyet 1695-ben Misztótfalusi Kis Miklós adott ki nyomtatásban. A XVIII–XIX. századokban egyaránt 3-3 kiadást ért meg. A legteljesebb kiadás az 1900-ban Katona Lajos által készített volt.
Legújabban 1965-ben adta ki a Helikon Kiadó, majd ez reprintben 2001-ben jelent meg újra.

## Hatása
A Gesta hatása a világirodalomra rendkívül szerteágazó. Termékenyítőleg hatott a népköltészetre és a magas műveltségre egyaránt, anélkül, hogy elveszítette volna eredeti, vallásos rendeltetését is. Villon költeményben dolgozta föl Nagy Sándor és Diomédész, a kalóz történetét, a világirodalomban a legnagyobb hatású író pedig, akire a Gesta hatást gyakorolt, Thomas Mann volt, aki A kiválasztott című kései regényében szintén feldolgozta a Gesta Nagy Szent Gergely-történetét.
Magyarországon Temesvári Pelbárt biztosan merített belőle prédikációban, de a kora újkorból ismerjük már világiasabb felhasználását is, a Heltai Gáspár által írt Ponciánus császár históriájában is. Tinódi Sokféle részögösről (részegesről) írt éneke a Gestában is olvasható Mint találták a szőlőt című írásra megy vissza. A XVIII. században Mikes Kelemen egyik levelében utal Nagy Szent Gergely életének a Gestában megörökített változatára: eszerint Gergely kitett gyermek volt, aki felnővén feleségül vette saját anyját, majd ezt megtudva szerzetesnek állt. Mikszáth Kálmán novelláinak főmotívuma is számos esetben visszavezethető a Haller-féle Gesta-fordításra.
A Gesta nyomán születő prédikációk elérték a világi hallgatóságot, melyet az is jelez, hogy a Magyar Néprajzi Lexikon külön ki tudta gyűjteni, hogy a Gestában szereplő egyes történetek hogyan jelennek meg a magyar népmesékben (listájukat lásd lent).

## Magyarországon
A Gesta Romanorum első teljes magyar fordítását Haller János, Torda megyei főispán késztette el fogarasi fogságba esése idején, 1681-82 - ben és saját költségén ki is nyomtatta 1695-ben, Kolozsvárott Misztótfalusi Kis Miklósnál. Haller egy latin nyelvű, 1508-ban Hagenauban kiadott változatból fordított.

## Magyar kiadások
- Gesta Romanorum. Kolozsvár 1695; ford. Haller János, sajtó alá rend. Katona Lajos; Franklin, Bp., 1900 (Régi magyar könyvtár)
- Szemelvény a Gesta Romanorumból; ford. Haller János, bev., jegyz. Katona Lajos; Lampel, Bp., 1903 (Magyar könyvtár)
- Gesta Romanorum avagy Magyarul a rómaiak viselt dolgai és egyéb históriák. Az első kiadás megjelent 1695. évben; sajtó alá rend. Lengyel Dénes; Szent Hilárius, Bp., 1943 (Szent Hilárius könyvek)
- Gesta Romanorum. Középkori elbeszélések; vál., ford., jegyz. Boronkai Iván, versford. Molnár Imre, utószó V. Kovács Sándor; Magyar Helikon, Bp., 1965
- Gesta Romanorum; ford. Haller János, sajtó alá rend. Belia György, vál., utószó Kelecsényi Gábor; Magyar Helikon, Bp., 1977
- Gesta Romanorum. Válogatta és fordította: Boronkai Iván. Reprint. Magyar Könyvklub, é.n.

## A Gesta történeteinek hatása a magyar népművészetre
- A három jó tanács: http://mek.oszk.hu/02100/02115/html/2-1099.html
- A remete és az angyal: http://mek.oszk.hu/02100/02115/html/4-903.html
- Sziklához láncolt Gergely: http://mek.oszk.hu/02100/02115/html/5-71.html
- Igazmondó juhász: http://mek.oszk.hu/02100/02115/html/2-1496.html
- A fecsegő asszony: http://mek.oszk.hu/02100/02115/html/2-134.html